# Капарос, Джимми
Джимми Адриан Капарос (нидерл. Jimmy Adrian Kaparos; род. 25 декабря 2001, Арнем) — нидерландский и доминиканский футболист, опорный полузащитник клуба «Рот-Вайсс» (Эссен).

## Клубная карьера
Капарос — воспитанник клубов «Арнем» и немецких «Вайблинген», «Штутгарт», «Шальке 04». 5 августа 2021 года в матче против «Хоффенхайма» он дебютировал в Бундеслиге в составе последних. Для получения игровой практики Джимми выступал за дублирующий состав.
Летом 2022 года Капарос вернулся на родину став игроком ПЕК Зволле, подписав контракт на два года. 7 августа в матче против «Де Графсхап» он дебютировал в Эрстедивизи.